# Lisa Gerrard
Lisa Germaine Gerrard (n. 12 aprilie 1961, Melbourne, Australia) este o muziciană, cântăreață și compozitoare australiană, cunoscută mai ales ca membră fondatoare a formației Dead Can Dance. Este laureată a Globului de Aur și a fost nominalizată și la Premiul Oscar, pentru melodia de pe coloana sonoră a filmului Gladiatorul din 2000, pe care a scris-o în colaborare cu compozitorul Hans Zimmer. Puternica sa voce de contralto dramatic este recunoscută cu ușurință.

## Biografie
Din părinți irlandezi emigrați în Australia, Lisa Gerrard s-a născut la 12 aprilie 1961, la Melbourne și a crescut la Prahan, la periferia orașului Melbourne, printre comunitățile grecești, turcești, italiene și arabe, care îi vor influența muzica. Ea cântă în engleză, gaelică, precum și în « hopelandic » - o limbă inventată.
Muzica sa inclasabilă a fost calificată rând pe rând drept muzică gotică, new wave sau drept muzica lumii.
Performanțele sale vocale oferă melopei incantatoare, uneori eterate alteori tribale de cântece sacre, mistice, ori transe hipnotice. În 1981, formează grupul "Dead Can Dance" cu Brendan Perry. Denumirea formației a fost inspirată de cel al unei măști rituale aborigene australiene.
După despărțirea de Dead Can Dance, Lisa Gerrard își urmează cariera solo. Un Golden Globe / Globul de Aur i-a fost decernat pentru muzica filmului Gladiatorul pe care l-a scris în colaborare cu compozitorul Hans Zimmer. Pentru coloana sonoră a aceluiași film, a fost nominalizată la Premiul Oscar.
Anul 2005 marchează reformarea formației Dead Can Dance, pentru un turneu european și nord-american, ocazie de a descoperi noi compoziții ca Saffron sau Hymn For The Fallen.
În primăvara lui 2007, Lisa Gerrard a efectuat un turneu solo, care a trecut prin Australia, prin Europa și apoi prin America de Nord. În toamna lui 2007, ea a cântat din nou în Europa și apoi în Rusia.
În iunie 2008, precursorul muzicii electronice germane, Klaus Schulze, a scos un album întitulat Farscape, cu inconfundabila voce a Lisei Gerrard. Același compozitor german, Klaus Schulze, a scos apoi, Rheingold (2008 - live cu Lisa Gerrard), precum și Dziekuje Bardzo (2009 - live cu Lisa Gerrard).
În seara zilei de 28 iulie 2012, Lisa Gerrard a bucurat spectatorii și telespectatorii ceremoniei de deschidere a Jocurilor Olimpice de vară de la Londra, cu vocea ei inconfundabilă.

## Literatură
Vocea Lisei Gerrard a servit de inspirație autorului francez Jean-Marc Ligny, la redactarea romanului său La Mort Peut Danser (inspirat de denumirea formației Lisei Gerrard). Eroina romanului, Alyz Gerrard, poartă, de altfel, un prenume care nu este decât o anagramă a celui al Lisei Gerrard.

## Discografie

### Albume în solo și colaborări
- The Mirror Pool (1995, 4AD)
- Duality (avec Pieter Bourke, 1998, 4AD)
- Cântecul Gortoz a ran, album Irvi (Denez Prigent, 2000)
- Cântecul An Hini A Garan, album Sarac'h (Denez Prigent, 2003)
- Immortal Memory (cu Patrick Cassidy, 2004, 4AD)
- The Silver Tree (2006)
- The Best Of Lisa Gerrard (2007, 4AD)
- Farscape (2008) cu Klaus Schulze
- Rheingold (2008) 2CD+2DVD cu Klaus Schulze
- The Black Opal (Gerrard Records, 2009)
- Dziekuje Bardzo  (2009) cu Klaus Schulze

### Benzi Originale de Filme (participări)
- Baraka (1993, Milan)
- Lista lui Schindler (film) (The valley of the moon 1993)
- Heat (1995, Warnet Brothers)
- Căderea Șoimului negru în duo cu Denez Prigent (Black Hawk Down) (2001, Decca)
- Mission: Impossible 2 (2001, Universal)
- Man on Fire (2004, Varese Sarabande)
- Layer Cake (2004, Matthew Vaughn)

### Coloană sonoră originală de filme
- Revelații (The Insider) (1999, Columbia-Sony)
- Gladiatorul (2000, Decca)
- Ali (score) (2001, Universal)
- Whale Rider (2003, 4AD)
- Infidela / Necredincioasa (de Adrian Lyne, 2002).
- A Thousand Roads (2005, Wide Blue sky)
- The Mist (2007)

- 1989 – Moon Child
- 2006 – Sanctuary
- 2016 – "Tanna"
- 2017 – "2:22"

## Galerie de imagini

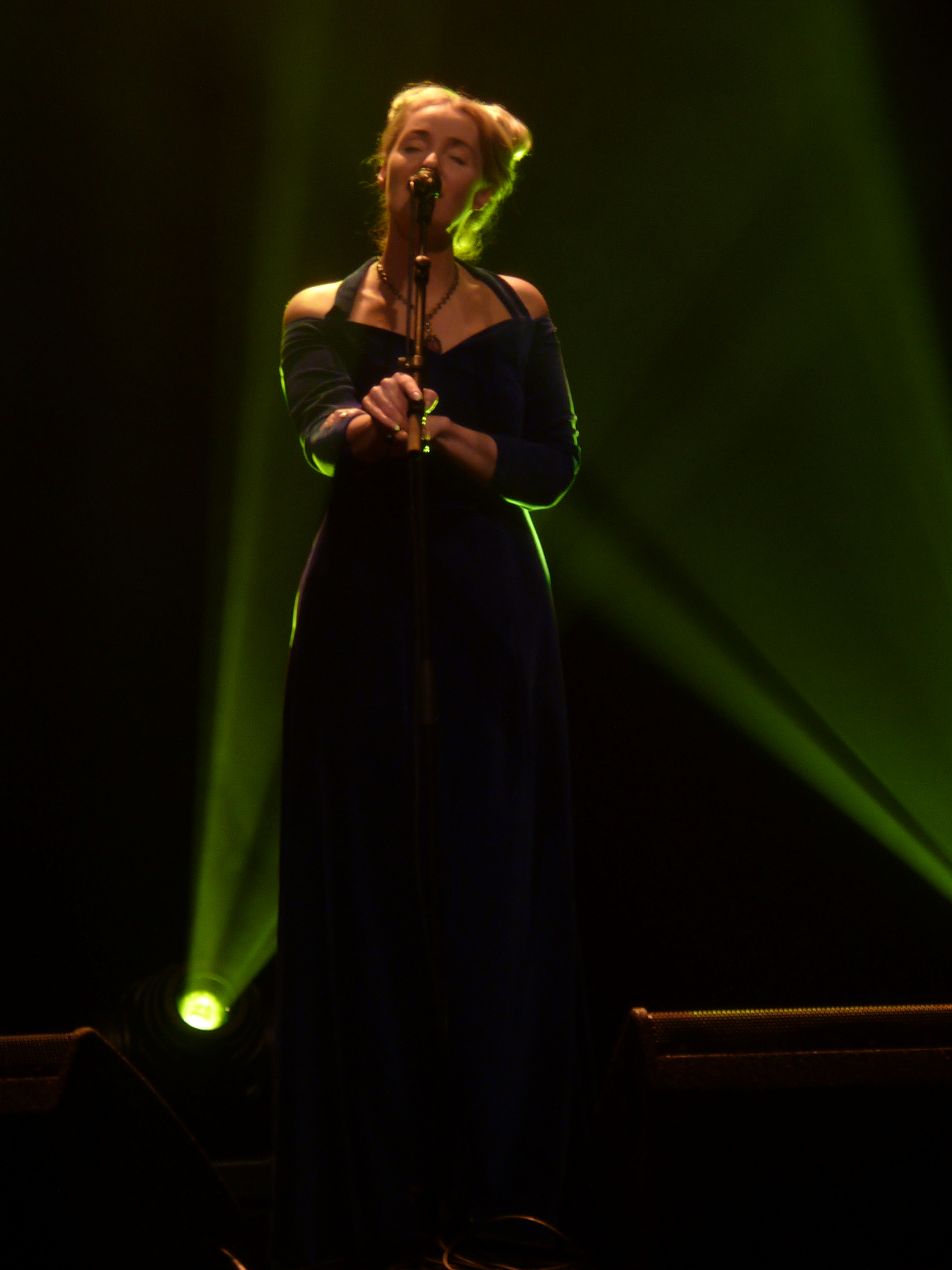
Paris
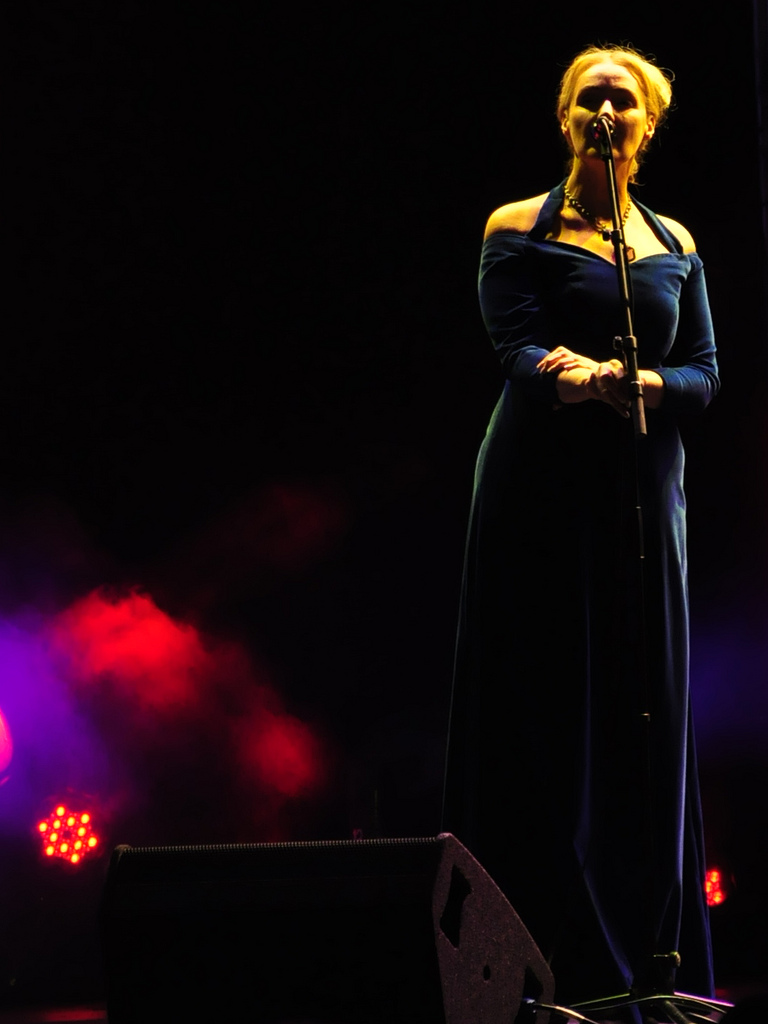
Paris, 2009
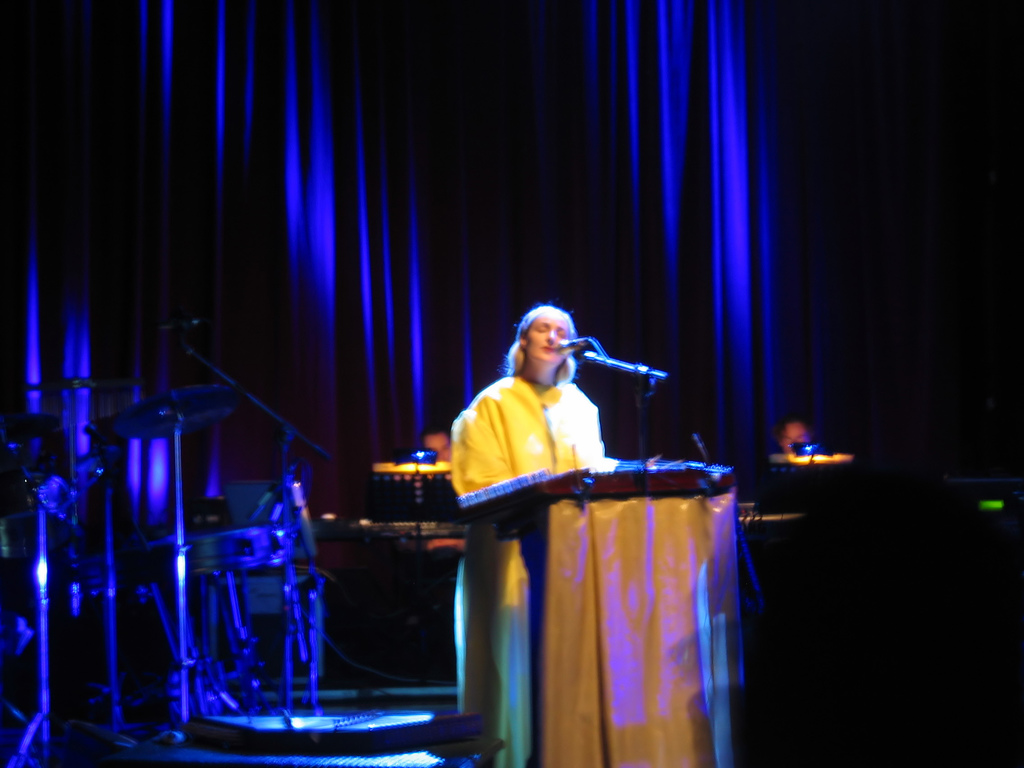
Lisa Gerrard în concertul formației Dead Can Dance, 2005
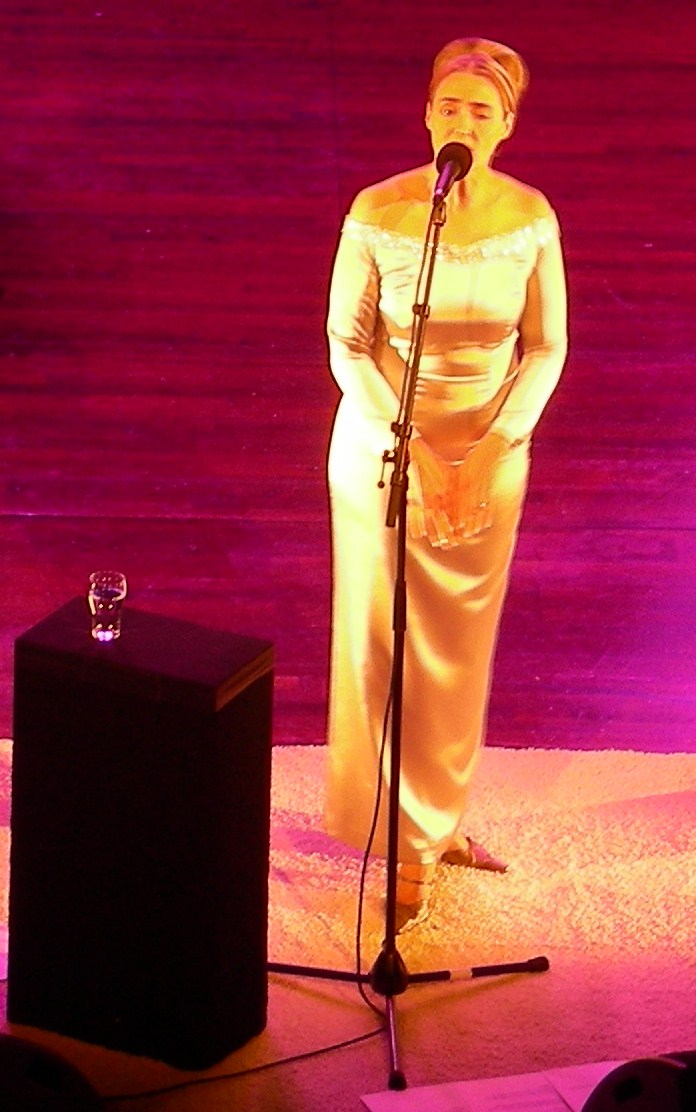
Rotterdam, 2007